# Коштепа (Алтинкульський район)
Коштепа (узб. Қўштепа, Qoʻshtepa) — міське селище в Узбекистані, в Алтинкульському районі Андижанської області.
Статус міського селища з 2009 року.